# Venling
Venling (egyszerűsített kínai írással: 温岭) város Kínában, Csöcsiang tartományban. Lakosainak száma 1 416 199 fő (2020).

## Népesség
| 2010 | 1 366 794 |
| 2020 | 1 416 199 |